# Christine Scheiblich
Christine Scheiblich (alemany: Christine Hahn)  (Wilsdruff, 31 de desembre de 1954) fou una remadora alemanya, que va competir sota bandera de la República Democràtica Alemanya durant la dècada de 1970.
El 1976 va prendre part en els Jocs Olímpics de Mont-real, on guanyà la medalla d'or en la prova del scull individual del programa de rem.
En el seu palmarès també destaquen quatre medalles d'or al Campionat del món de rem entre 1974 i 1978, sempre en la modalitat de scull individual.
El 1978 es casà amb Ulrich Hahn, campió del món de luge a finals dels 70 i començaments dels 80. Scheiblich estudià fisioteràpia entre 1978 i 1981 i posteriorment s'hi dedicà a Dresden.